# Grimms Märchen (Hörspielreihe)
Grimms Märchen ist eine deutsche Hörspielreihe des Hörspiellabels Titania Medien aus Hilden. Die erste Folge erschien am 26. Februar 2021.

## Konzeption
Die Reihe erscheint seit 2021 auf CD, als Download und im Stream. Jede Folge der Reihe enthält drei Märchen der Brüder Grimm. Erzähler aller bisher erschienenen Märchen ist der Schauspieler Peter Weis. Das Zielpublikum sind Kinder und Erwachsene.

## Folgen
- Folge 01 – Der Froschkönig / Frau Holle / Schneeweißchen und Rosenrot
- Folge 02 – Allerleirauh / Rapunzel / Rumpelstilzchen
- Folge 03 – Dornröschen / Der arme Müllerbursche und das Kätzchen / Die sechs Schwäne
- Folge 04 – Schneewittchen / Von dem Fischer und seiner Frau / Der Wolf und die sieben jungen Geißlein
- Folge 05 – Rotkäppchen / Einäuglein, Zweiäuglein, Dreiäuglein / Tischlein deck dich, Goldesel und Knüppel aus dem Sack
- Folge 06 – Hänsel und Gretel / Die sieben Raben / Die Gänsehirtin am Brunnen
- Folge 07 – Aschenputtel / Das Waldhaus / Das blaue Licht
- Folge 08 – Der Teufel mit den drei goldenen Haaren / Die Sterntaler / Hans mein Igel
- Folge 09 – Die Gänsemagd / Der süße Brei / Sechse kommen durch die ganze Welt
- Folge 10 – Brüderchen und Schwesterchen / Der Hase und der Igel / Der Teufel und seine Großmutter
- Folge 11 – Das tapfere Schneiderlein / Der Frieder und das Katherlieschen / Die drei Männlein im Walde
- Folge 12 – Das Wasser des Lebens / Katze und Maus in Gesellschaft / Der Bärenhäuter
- Folge 13 – König Drosselbart / Die kluge Else / Der treue Johannes
- Folge 14 – Die Bremer Stadtmusikanten / Die Wassernixe / Die wahre Braut
- Folge 15 – Der Eisenhans / Das Rätsel / Die drei Federn
- Folge 16 – Die zertanzten Schuhe / Hans im Glück / Der Geist im Glas
- Folge 17 – Der Gevatter Tod / Das Lumpengesindel / Die drei Schlangenblätter
- Folge 18 – Die Nixe im Teich / Die drei Spinnerinnen / Die zwölf Jäger
- Folge 19 – Das singende, springende Löweneckerchen / Die Wichtelmänner / Die Bienenkönigin (Erscheint im März 2025)
- Folge 20 – Die goldene Gans / Doktor Allwissend / Der Königssohn, der sich vor nichts fürchtete (Erscheint im Mai 2025)
- Folge 21 – Jorinde und Joringel / Strohhalm, Bohne und Kohle / Die beiden Königskinder (Erscheint im September 2025)
- Folge 22 – Von einem, der auszog, das Fürchten zu lernen / Die Nelke / Marienkind (Erscheint im November 2025)

## Sprecher (Auswahl)
- Jean Paul Baeck
- Hans Bayer
- Rolf Berg
- Uschi Hugo
- Ingeborg Kallweit
- Bernd Kreibich
- Herma Koehn
- Regine Lamster
- Regina Lemnitz
- Edward McMenemy
- Bodo Primus
- Tom Raczko
- Lutz Reichert
- Reinhilt Schneider
- Bert Stevens
- Valentin Stroh
- Jens Wawrczeck
- Peter Weis[3]

## Rezeption
Mathias Ziegler von der Wiener Zeitung meint, dass zwar viele Märchen in pädagogischer Hinsicht überholt wären, diese archaischen Geschichten auch heutige Kinder noch faszinieren können. „Vor allem, wenn sie so spannend vertont sind wie in dieser Kollektion, durch die Peter Weis als Erzähler führt.“ Zudem würden bekannte Schauspieler wie Jens Wawrczeck eine ganze Riege anführen, die für Titania Medien die Märchen der Gebrüder Grimm als Hörspiel eingesprochen hat. Nicole Meyne merkt auf der Website Buchszene an, dass die Hörspiele von Titania Medien zählen zum Besten, was es auf dem Hörspielmarkt gibt. Die atmosphärischen Hörspiele wären dabei mit viel Liebe zum Detail kindgerecht inszeniert und mit den neuesten technischen Möglichkeiten produziert.
Christel Scheja hebt auf der Website Phantastiknews hervor, dass das Markenzeichen der Hörspiel-Adaptionen von „Grimms Märchen“ von Titania Medien wohl sei, dass man sich bemühe, die Geschichten in einer Fassung wiederzugeben, wie sie noch in der ersten Hälfte des 20. Jahrhunderts erzählt wurden, ohne Verharmlosungen und moralische Änderungen. Markus Stengelin bezeichnet die Produktionen auf der Website Hoerspielsachen als „Schöne Märchenunterhaltung, die sich einerseits vor den Hörspielklassikern verneigt, die Stoffe aber gleichzeitig in ein angemessen modernes Soundgewand zu kleiden versteht.“